# Saint-Hilaire-du-Rosier
Saint-Hilaire-du-Rosier település Franciaországban, Isère megyében. Lakosainak száma 1934 fő (2022. január 1.). Saint-Hilaire-du-Rosier Saint-Just-de-Claix, Saint-Lattier, La Sône, La Baume-d’Hostun, Saint-Nazaire-en-Royans, Chatte és Saint-Bonnet-de-Chavagne községekkel határos.

## Népesség
A település népessége az elmúlt években az alábbi módon változott:
| Lakosok száma | 1279 | 1559 | 1731 | 1846 | 1941 | 1921 | 1886 | 1869 | 1874 | 1934 |
|               | 1968 | 1982 | 1990 | 2006 | 2013 | 2015 | 2017 | 2019 | 2020 | 2022 |